# Adobe

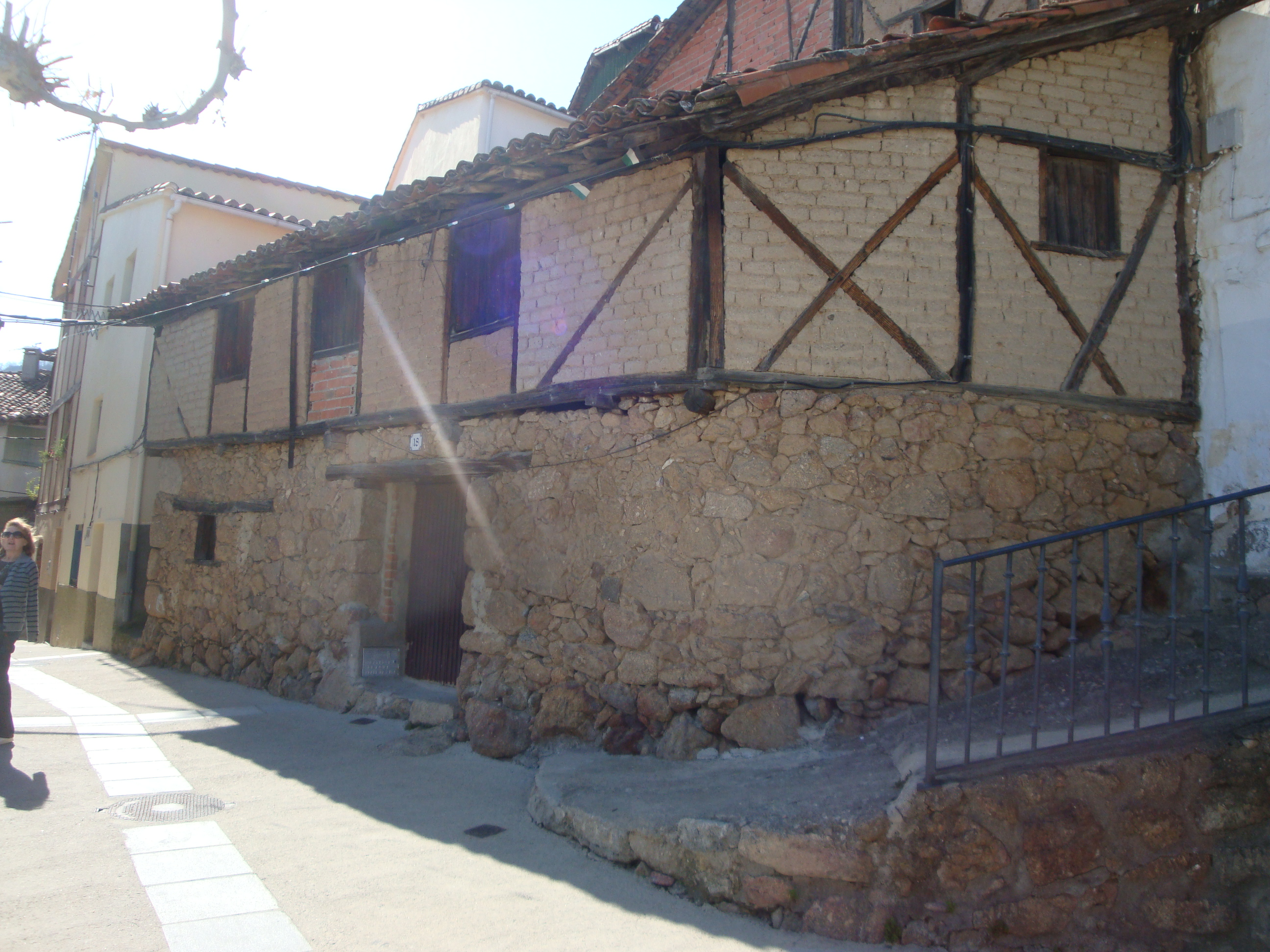
Vivienda construida parcialmente con adobe en Rebollar, Cáceres, España.

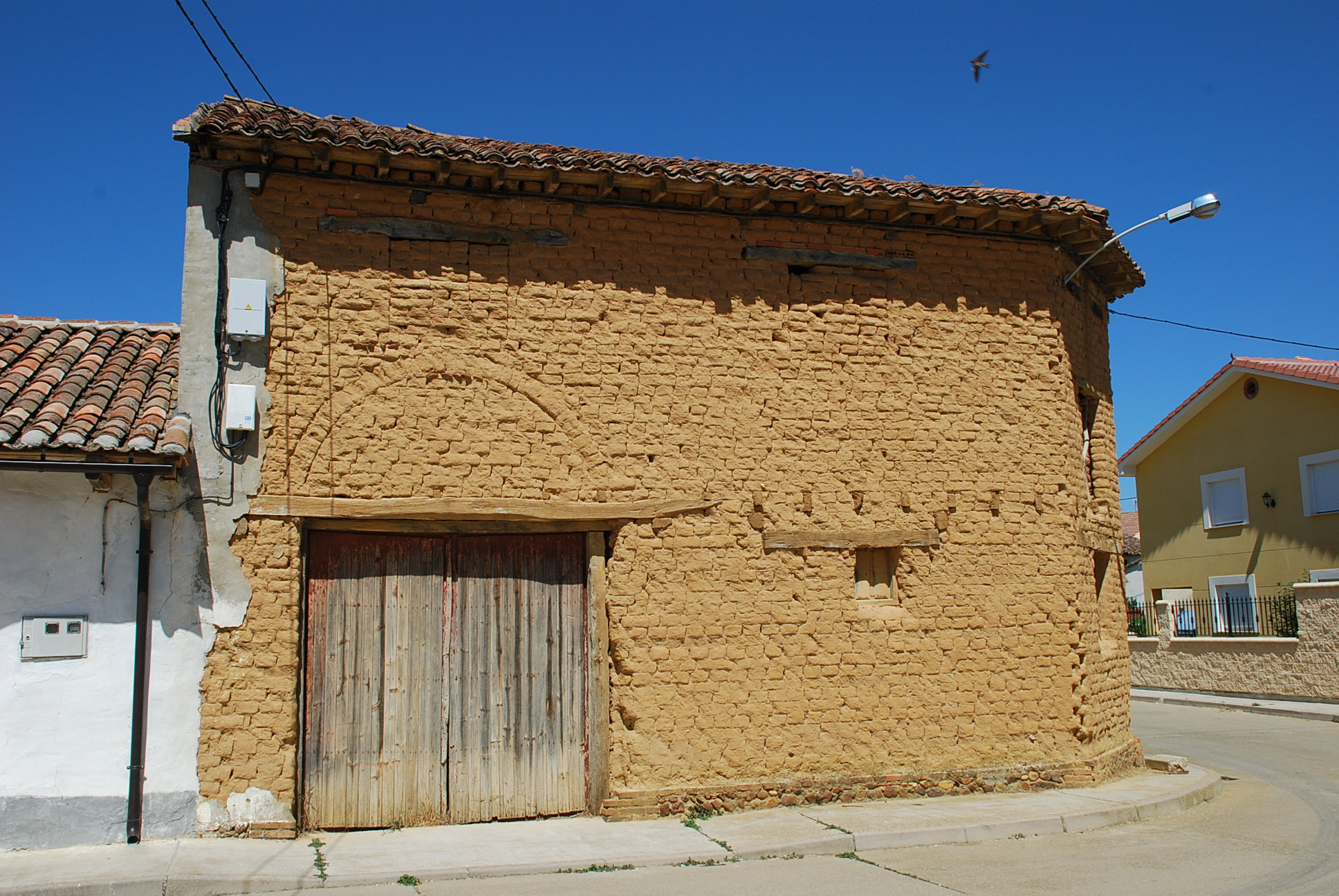
Construcción en adobe en Renedo de Valdavia, Palencia, España. Destaca el arco de descarga sobre el vano de la puerta construido también en adobe.

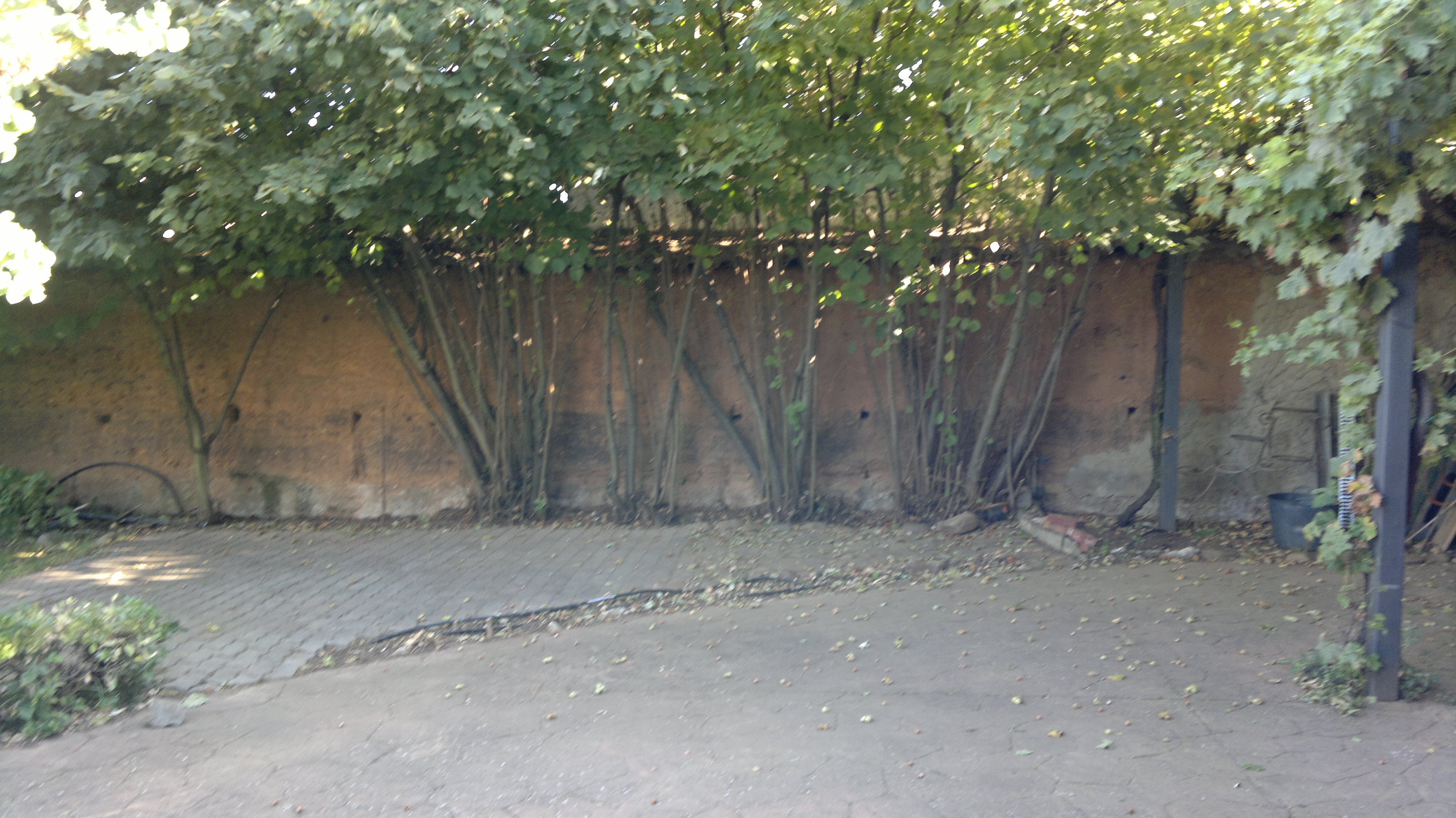
Tapia de adobe en Benamariel, León, España. Las tapias de adobe también son un elemento del paisaje urbanístico rural habitual en los cercados de huertos.

El adobe, palabra que proviene del árabe al-tub (طوب), es un ladrillo sin cocer, una pieza para construcción hecha de una masa de barro (arcilla y arena), mezclado a veces con paja, moldeada en forma de ladrillo y secada al sol; con ellos se construyen diversos tipos de elementos constructivos, como paredes, muros y arcos. La técnica de elaborarlos y su uso están extendidos por todo el mundo, encontrándose en muchas culturas que nunca tuvieron relación entre sí.

## Historia
Una de las ciudades conocidas más antiguas, Çatalhöyük, en Anatolia, del VII milenio antes de Cristo, tenía las casas construidas con adobes. En el Antiguo Egipto se empleó frecuentemente el adobe, elaborado con limo del Nilo, en la construcción de casas, tumbas (mastabas), fortalezas, e incluso palacios, aunque los egipcios también fueron los primeros en emplear la piedra tallada para erigir templos, pirámides y otras edificaciones monumentales.

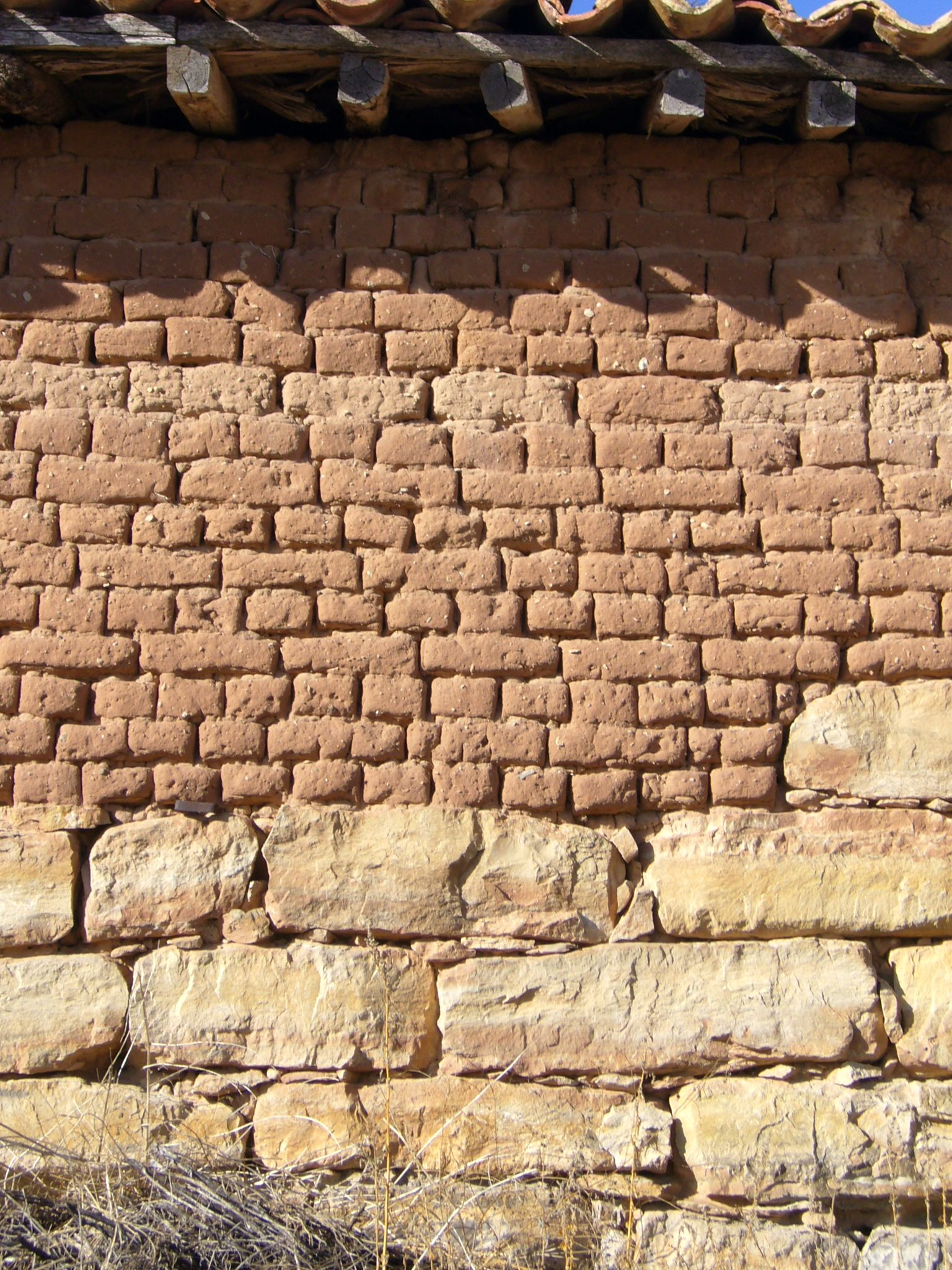
Muro de adobe sobre base de piedra en una antigua casa de Burgos, España.

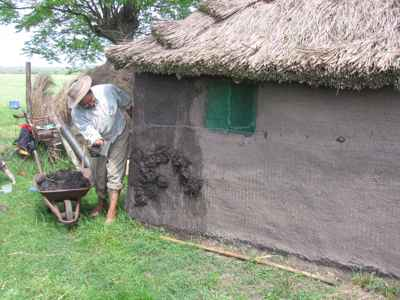
Embarrado de una vivienda rural de tierra en el pueblo de Los Ceballos (Paysandú, Uruguay).

En Perú, existe la ciudad de barro más grande de América y del mundo: la ciudadela de Chan Chan (1200-1480) perteneciente a la cultura chimú, así como la Ciudad Sagrada de Caral (3000 a. C. - 1800 a. C.) considerada como el asentamiento humano más antiguo de América construido sobre la base de adobes. Así mismo, algunas crónicas del siglo XVI recogen que los jefes de los tallanos vivían en palacios construidos con este material.
En España es característico, entre otras de las regiones secas, de Castilla y León donde se añade paja al barro. Las construcciones de adobe se suelen remozar con una capa del mismo barro con lo que dan ese aspecto tan curioso de las casas típicas de Tierra de Campos. También es usual en regiones semidesérticas de África, América Central y América del Sur (rancho.)
El término adobe, en castellano, aunque con la grafía adoves, aparece por vez primera ya en 1139-1149, en el llamado “Fuero de Pozuelo de Campos” (hoy Pozuelo de la Orden, en la Provincia de Valladolid).
En México, Colombia, Ecuador, Perú, Bolivia, Argentina y en el norte y centro de Chile las casas de adobe son aún patrimonio de muchas familias humildes, que conservan esta tradición desde tiempos inmemoriales. Mezclar pasto seco con el barro permite una correcta aglutinación, gran resistencia a la intemperie y evita que los bloques una vez solidificados tiendan a agrietarse. Posteriormente los bloques se adhieren entre sí con barro para levantar muros.
Actualmente algunos arquitectos siguen utilizando muros de adobe en combinación con cimientos, columnas y losas de hormigón debido a sus características. En muchas ciudades y pueblos de Centro y Sur de América la construcción con adobes se mantiene viva aunque amenazada por las imposiciones del mercado formal o por la mala fama que le han hecho los sismos y el mal de Chagas. En Uruguay, el adobe es una de las técnicas tradicionales de construcción que poco a poco fue dejada de lado aunque en los últimos 20 años se han realizado experiencias tanto en Montevideo como en el interior del país.
La reactivación de una arquitectura en adobe en gran medida se debe al ahorro de energía que las edificaciones con este material suelen implicar, en efecto el adobe resulta un excelente aislante térmico motivo por el cual se reducen las demandas de energía para refrescar o caldear las viviendas. Por otra parte, uno de los problemas típicos del adobe es su absorción de la humedad del suelo por capilaridad, para esto una solución bastante frecuente es utilizar un cimiento hidrófugo o impermeable de hasta aproximadamente un metro de altura sobre el nivel del suelo, tal cimiento suele ser de piedras o, más modernamente, de hormigón.

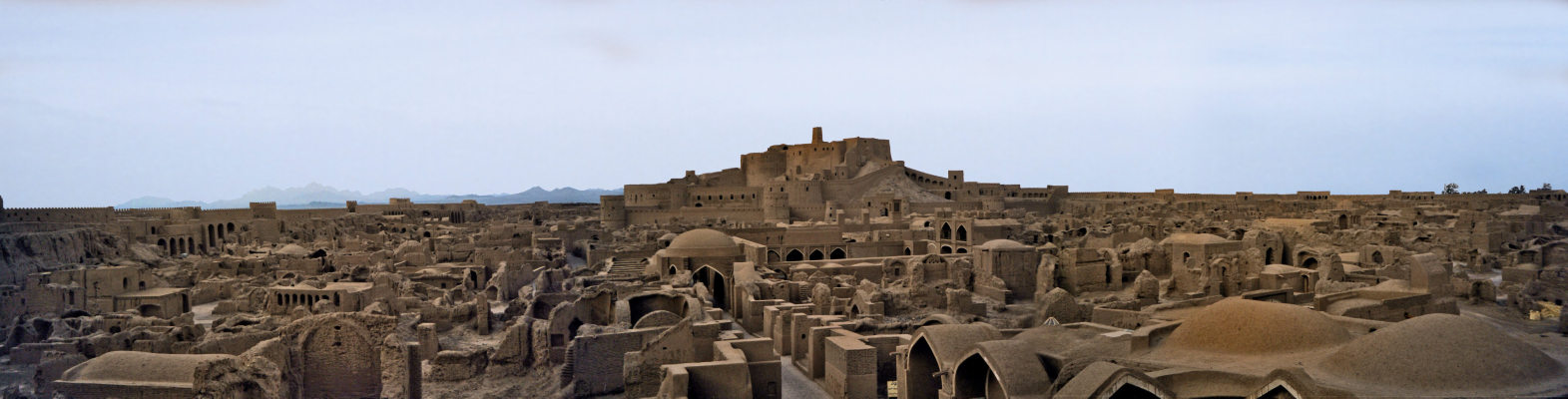
La mayor estructura de adobe del mundo es la bimilenaria ciudadela Arg-é Bam en Irán.

## Carácter

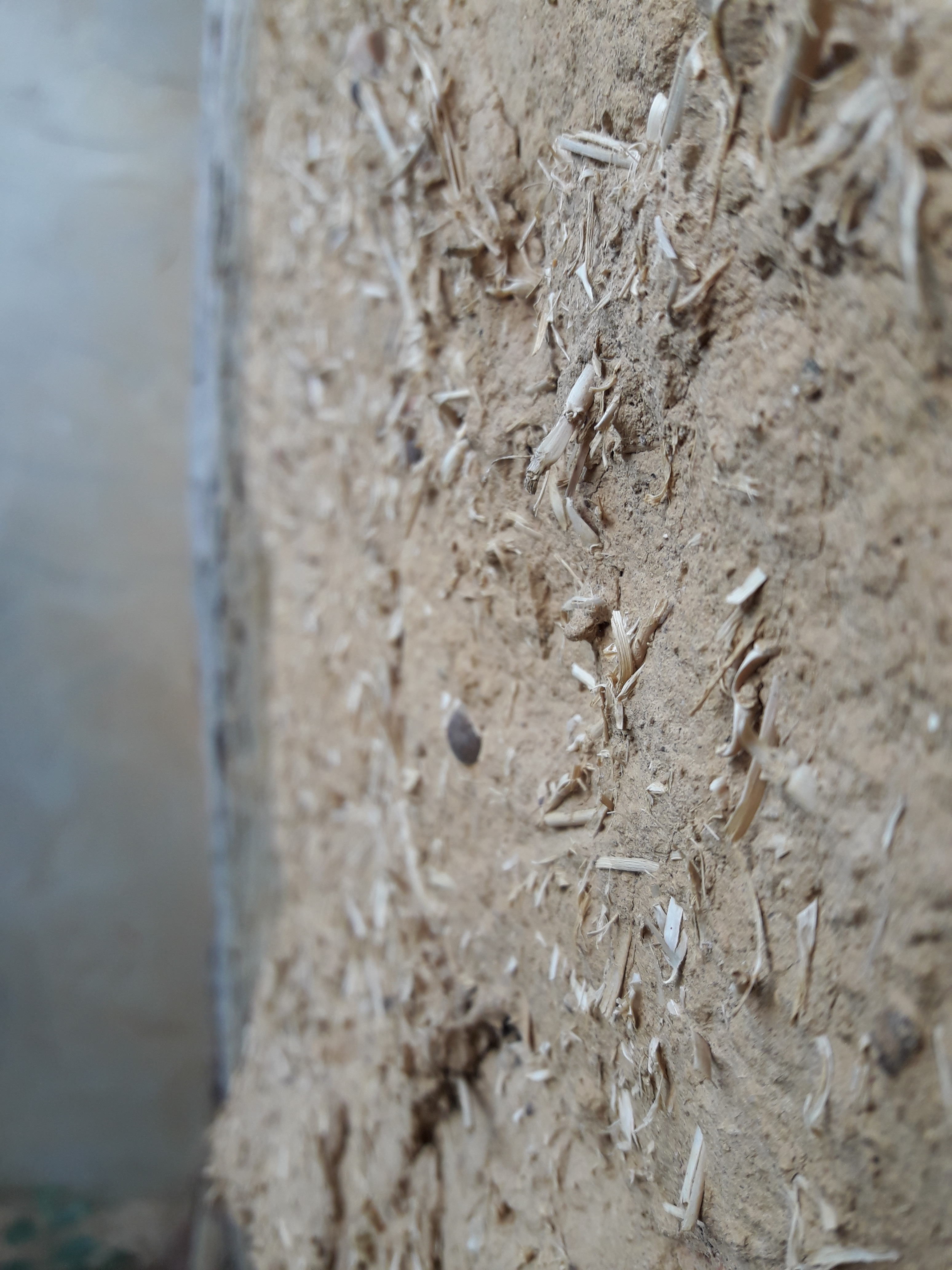
Detalle de adobe en Bahillo (Palencia).

Para evitar que se agriete al secar se añaden a la masa paja, crin de caballo, heno seco, que sirven como armadura. Las dimensiones adecuadas deben ser tales que el albañil pueda manejarlo con una sola mano, normalmente son de proporciones de 1:2 entre el ancho y el largo, variando en su espesor entre 6 y 10 cm, medidas que permiten un adecuado secado. Las proporciones más comunes de encontrar son de 6 × 15 × 30 cm, 10 × 30 × 60 cm, 7 × 20 × 40 cm; esto depende de la región del mundo y sus condiciones.
El agua ablanda el barro seco, por lo que se debe proteger de esta en distintas circunstancias: de aguas de lluvias, infiltraciones por malas instalaciones, inadecuado mantenimiento (al regar exteriores, etc); la protección elemental es hacer aleros de suficiente vuelo hacia la zona desde donde proviene la lluvia y correcta construcción de las fundaciones o cimientos. Se requiere un mantenimiento continuo, que debe hacerse con capas de barro (revoques de barro). No es correcto hacerlo con mortero de cemento, puesto que la capa resultante es poco permeable al vapor de agua y conserva la humedad interior, por lo que se desharía el adobe desde dentro e incluso podría provocar desprendimiento del estuco de mortero de cemento por separación con el muro. Lo mejor para las paredes externas es la utilización de enlucido con base de cal apagada en pasta, con arcilla o arena, para la primera capa, en la segunda, solamente pasta de cal y arena. Para las internas se puede hacer una mezcla de arcilla, arena y agua, o con revoques de terminación fina de tierra estabilizada con arena, a la que se le pueden agregar impermeabilizantes en el agua de amasado.
En países de mano de obra barata es muy económico; permite fabricar uno mismo los materiales para construir su propia casa. Antiguamente, en las temporadas que los labradores no tenían faenas que hacer en el campo, fabricaban adobes, que luego vendían al que quisiera hacerse una casa. De ahí el proverbio: mientras descansa está haciendo adobes.
Actualmente se fabrican de manera más certera con respecto a la composición, y suelen tener un veinte por ciento de arcillas y un ochenta por ciento de arena, eso en función de la composición del suelo, cuanto más arcilloso más arena se agrega, sin agregar paja u otros elementos a la mezcla. Las investigaciones han mostrado que la inclusión de fibras vegetales puede servir como atracción para las termitas y además, si el secado del adobe sin fibras ocurre en la sombra, la retracción es menor.
Tiene una gran inercia térmica, debido a los espesores necesarios para construir, por lo que sirve de regulador de la temperatura interna; en verano conserva el frescor, y durante el invierno el calor.
Frente al tapial, que es semejante pero puesto en obra en masa, con encofrados, tiene la ventaja de que requiere mucho menos tiempo de preparación.

## Como se hace  el adobe tradicional

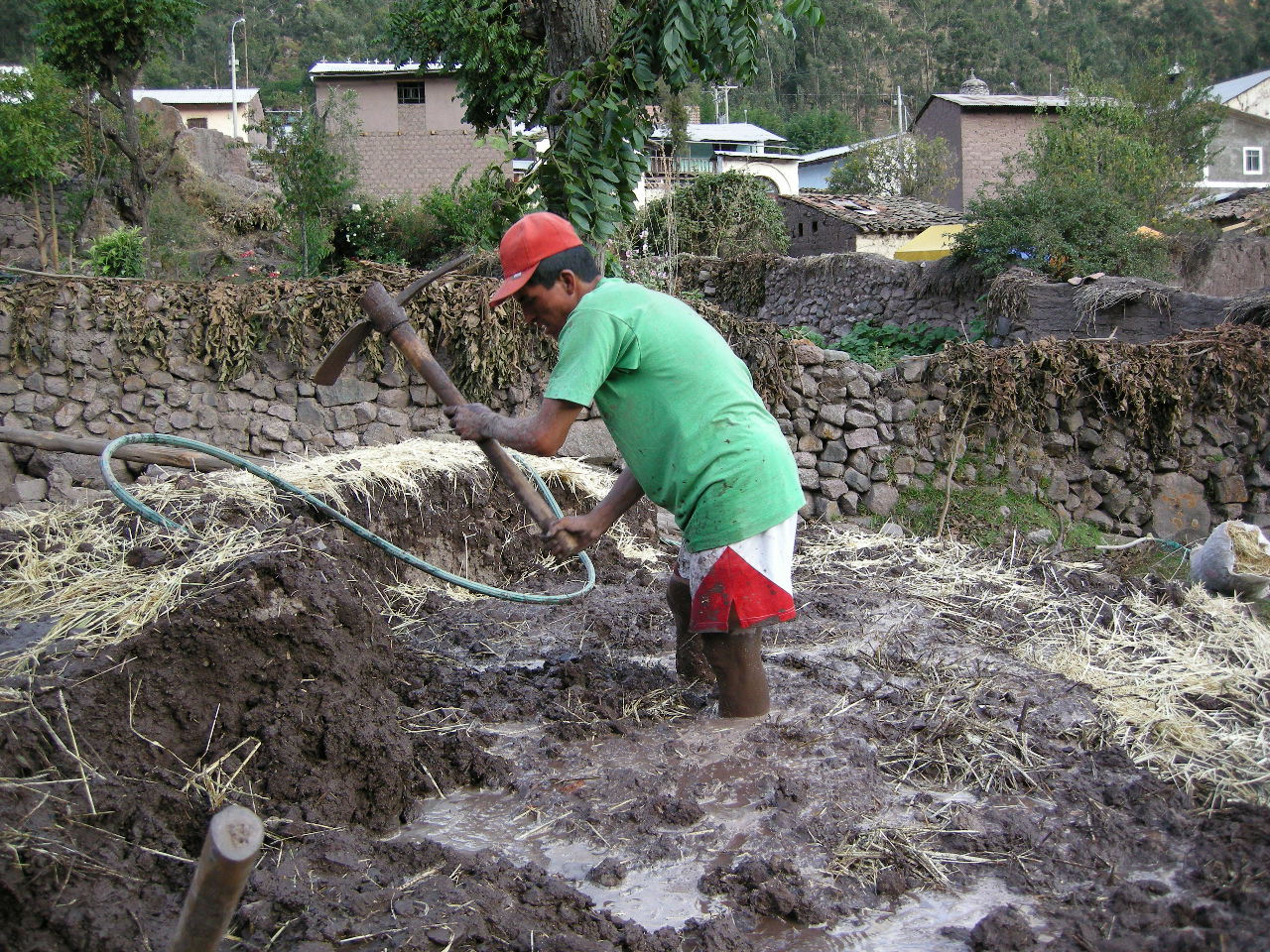
Mezcla de adobe en Huancavélica, Perú.

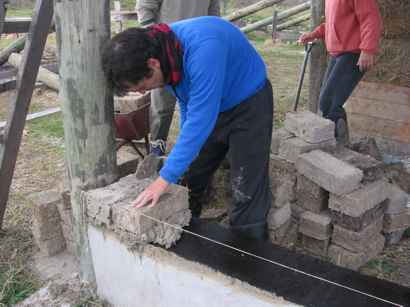
Construcción de un muro de adobe.

La construcción con adobes presenta la ventaja de su similitud formal, constructiva y estética con el ladrillo de campo cocido. En caso de disponer de mucha mano de obra, especializada o no, esta técnica es muy adecuada en función de los procesos de fabricación que permiten la integración de gran cantidad de personas durante el pisado y moldeado aunque se debe tener en cuenta aquí es el control durante la producción para minimizar la variación de las dimensiones y la forma irregular de las piezas. Los muros de adobes presentan muy buenas condiciones de aislamiento acústico y térmico debido a las características del material y los espesores utilizados.
Las desventajas de esta técnica están en función del propio proceso de fabricación que puede resultar lento ya que se requieren dos o tres semanas para poder utilizar las piezas en caso de que la producción se haga en obra. El proceso también depende de las áreas de pisado, secado y acopio, que comandarán la continuidad de producción mientras se espera que se sequen las piezas anteriores. Por lo tanto, esta técnica requiere cierta previsión de infraestructura para contar con superficies horizontales y limpias, y zonas protegidas para evitar que el agua de lluvia afecte a la producción.
Las fallas comunes en las construcciones con adobes pueden ser reducidas mediante los controles de la tierra y los estabilizantes utilizados, el dimensionado adecuado de las piezas y los muros, el dimensionado adecuado de la estructura, tanto de la cimentación como del muro portante, o las vigas y pilares y la protección frente a la lluvia y a la humedad natural del terreno. Tanto las ventajas o desventajas se deben tener en cuenta como datos de la realidad pero las condicionantes propias de la obra serán las que determinen la viabilidad de los procesos.
Las propiedades de la arquitectura en adobe son termicidad, resistencia mecánica, aislamiento acústico y resistencia al fuego.

## Sismorresistencia

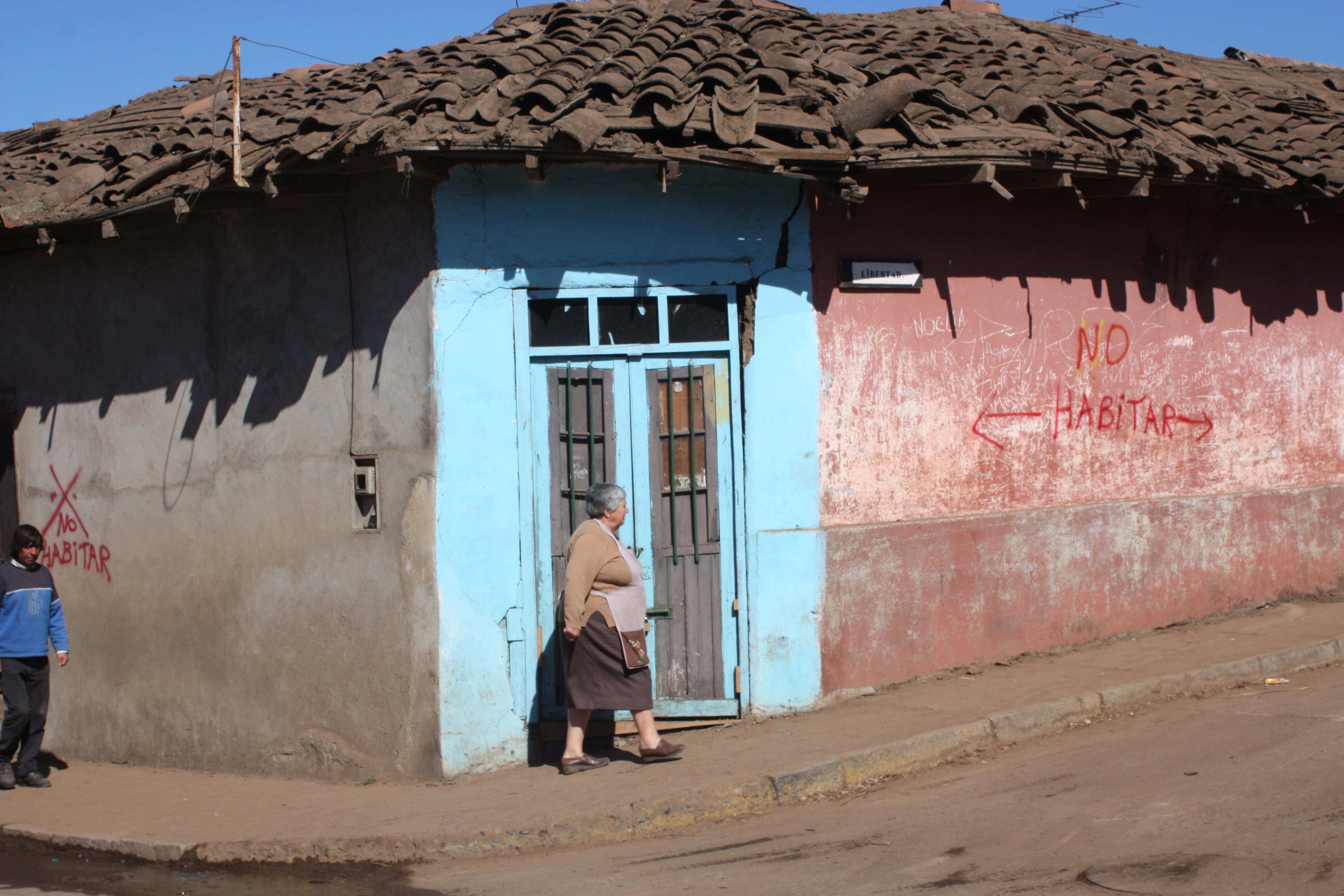
Señalización sobre casa de adobe después del terremoto de 2010 en Chanco, Chile.

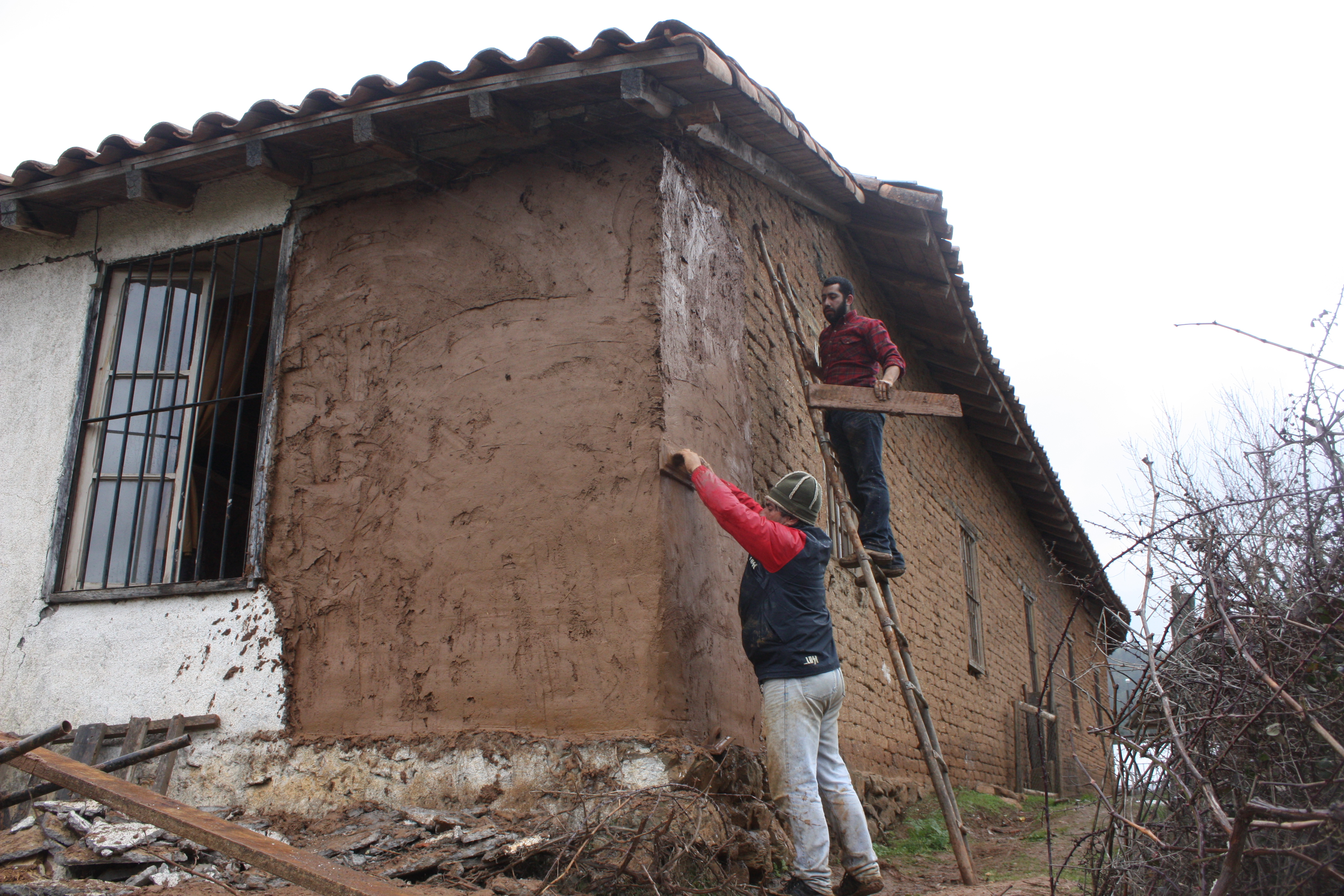
Reparación de construcciones de adobe dañadas por el terremoto de 2010 en Vichuquén, Región del Maule, Chile.

En América Latina hay ejemplos de que las estructuras de adobe presentan una alta vulnerabilidad sísmica, ya que ha habido resultados inadecuados ante las fuerzas producidas por los terremotos —incluso los temblores moderados de tierra—, derrumbándose de manera súbita. Esto ha producido un gran número de pérdidas humanas e importantes pérdidas económicas, culturales y patrimoniales. Un caso concreto es el terremoto de la ciudad de Cartago en Costa Rica de 1910, después del cual se prohibió la utilización de adobe en las construcciones de dicho país. Esto se observa reiteradamente en Latinoamérica, donde el cuidado del patrimonio, en particular de tierra, se encuentra, por lo general, sin el adecuado mantenimiento ni cuidado. Las principales razones de derrumbe y vulnerabilidad sísmica de las construcciones de adobe se debe al nulo mantenimiento, al descuido, a las intervenciones inadecuadas sobre su estructura y sobre todo a las construcciones realizadas de forma precaria o sin el conocimiento adecuado sobre el sistema constructivo, no teniendo en cuenta características básicas de su construcción, como respetar proporciones de altura y espesor, proporciones adecuadas en la mezcla, correctos morteros, entre otros.
El mayor problema para la reparación, mantenimiento y correcta ejecución de las construcciones de adobe es la pérdida de una tradición ancestral, transmitida de generación en generación, originando un vacío en la cultura constructiva, perdiendo el saber hacer y generando problemas que pueden ser fatales, sobre todo en el caso de países sísmicos.
Según las Normas Argentinas para Construcciones Sismorresistentes: Reglamento INPRES - CIRSOC 103: «Existen materiales aptos para lograr construcciones seguras, y materiales no aptos (tales como el adobe), pero de ninguna manera puede hablarse de materiales sismorresistentes».
Esta situación condujo a que los gobiernos y la población en general hayan favorecido la reconstrucción con bloque, ladrillo y hormigón. Sin embargo, estas viviendas nuevas, aparte de perder su calidad térmica, son más costosas y su edificación en autoconstrucción se hace más difícil. Por esta razón, muchos centros de investigación y agencias de cooperación trabajan para desarrollar construcciones sismorresistentes en adobe que sean saludables y socialmente costeables.
En Colombia y Perú se han desarrollado diversos estudios y técnicas tendentes a obtener piezas de adobe sismorresistentes, prestando especial interés en la adecuada composición y sus dimensiones óptimas, pudiendo utilizarse tanto en nuevas construcciones como en rehabilitación.
En Chile, en el Terremoto de Santiago de 1985 muchas de las construcciones de adobe resultaron gravemente dañadas y durante el terremoto de Chile de 2010, diversas construcciones de este material se derrumbaron o quedaron gravemente dañadas, comunas como San Carlos, Yumbel, Santa Cruz, Talca (casco histórico), quedaron prácticamente en el suelo debido a estos derrumbes, ya que son las construcciones más antiguas de los lugares siniestrados. Sin embargo, muchas de ellas además se derrumbaron y fueron abandonadas por los prejuicios generados a través de los años, desconociendo su real estado constructivo, lo que ha generado una gran alerta en la población y prejuicios sobre el material. Otras se mantienen estoicas esperando su reparación y otras ya han sido reparadas, como en Vichuquén.
Actualmente diversas universidades de Chile, organismos de estado, y oficinas privadas estudian una manera de renovar el adobe y darle propiedades sismorresistentes para mantener la identidad cultural del país. Por otro lado se estudian estrategias aplicadas en los edificios que se han mantenido de pie por siglos sin derrumbarse antes la inmensa cantidad de terremotos de Chile, para aprender de estrategias constructivas tradicionales y del bien hacer de los constructores de tierra.

## Ventajas térmicas
Es un buen y barato elemento constructivo bioclimático para entornos secos y desérticos, ya que posee una gran inercia térmica (capacidad calorífica entre 500 y 1000 Kcal/m³°C): absorbe el calor durante el día y lo expulsa en las frías noches. Por eso ha sido un material habitual de construcción en el desierto. No tanto en los climas tropicales donde la sequedad alterna con lluvias intensas, ya que en contra posee ser hidrófilo: absorbe la humedad atmosférica cuando el aire está saturado, de manera que por ello pierde su resistencia a los esfuerzos, aun los de su propio peso, por lo que en los trópicos, tras una lluvia de varios días, algunas paredes de adobe se desploman sin intervención de ninguna otra fuerza. Para combatir esta característica hay que tejar adecuadamente los muros.

## Adobe industrializado o superadobe

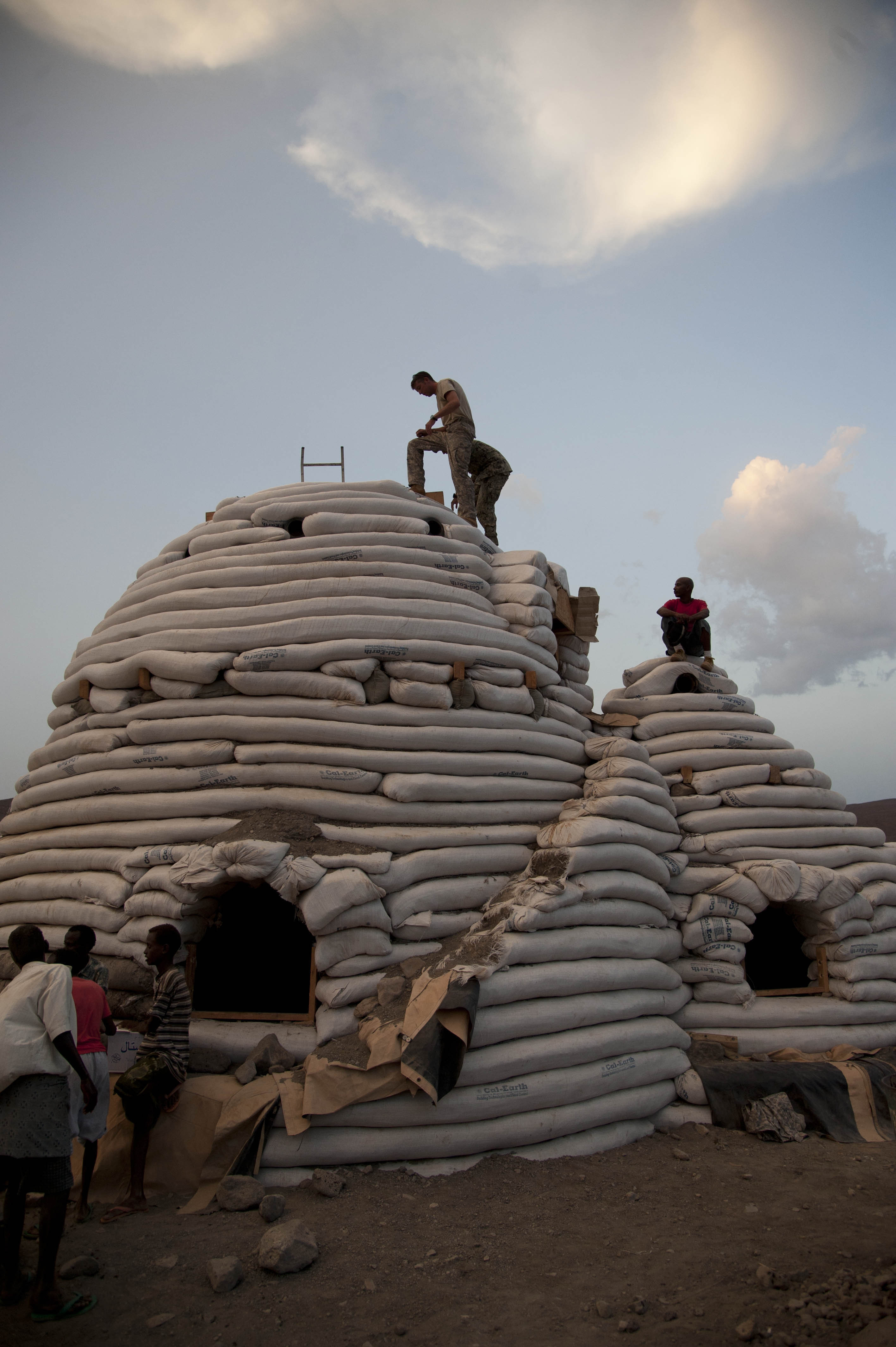
Imagen de construcción abovedada con súperadobe.

El "superadobe" o "superblock" es un método desarrollado a mediados de los '70 por el arquitecto iraní Nader Khalili basado en las antiguas técnicas de oriente, el cual permite edificar construcciones abovedadas mediante la utilización de bolsas de polipropileno rellenas con tierra compactada, que unidas entre sí y apiladas unas sobre otras mediante filas de alambre de púas, conforman estructuras perdurables y resistentes a terremotos, huracanes, inundaciones e incendios.

## Galería

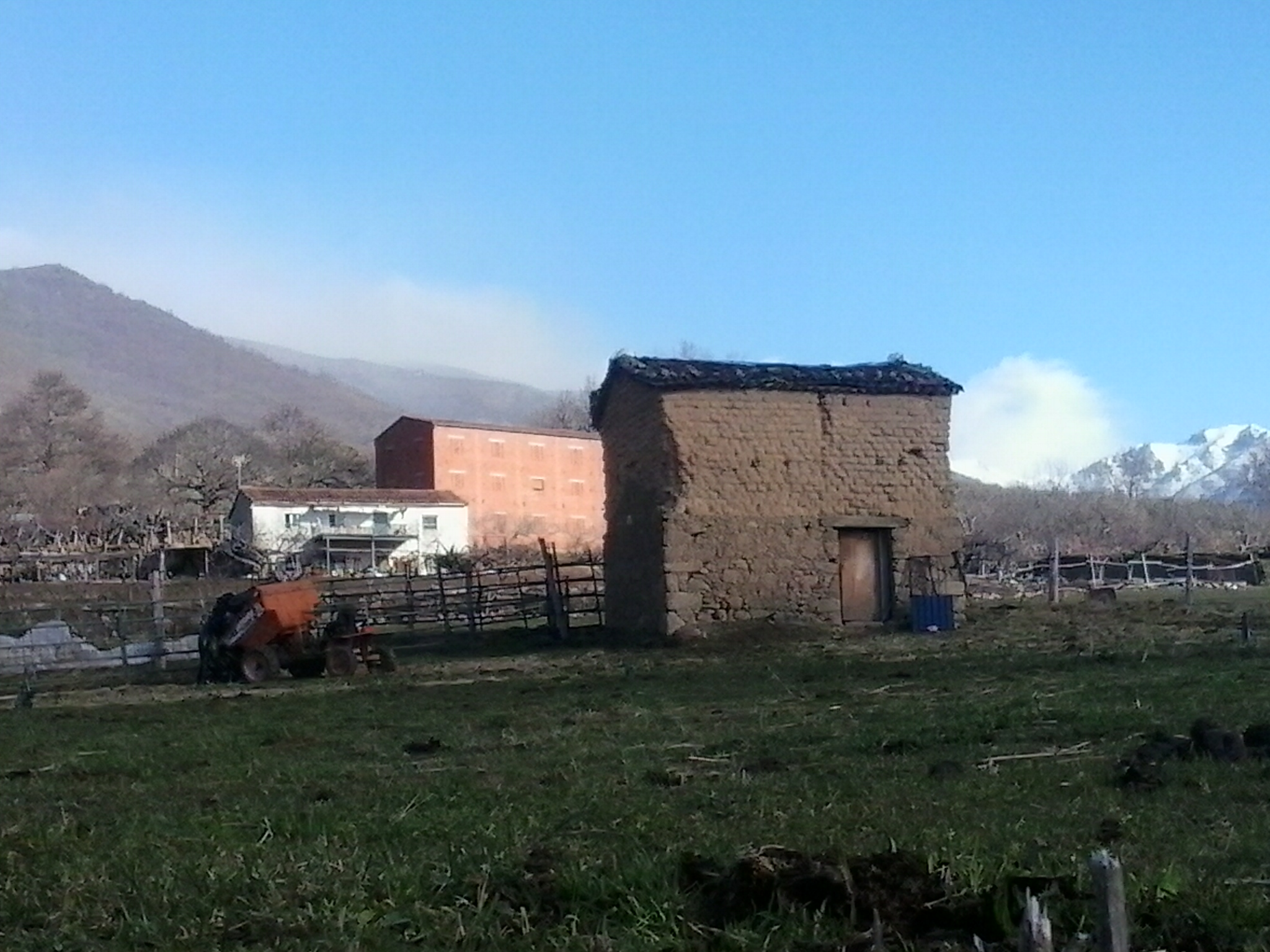
Casa hecha con adobe cerca de Aldeanueva de la Vera. Cáceres.
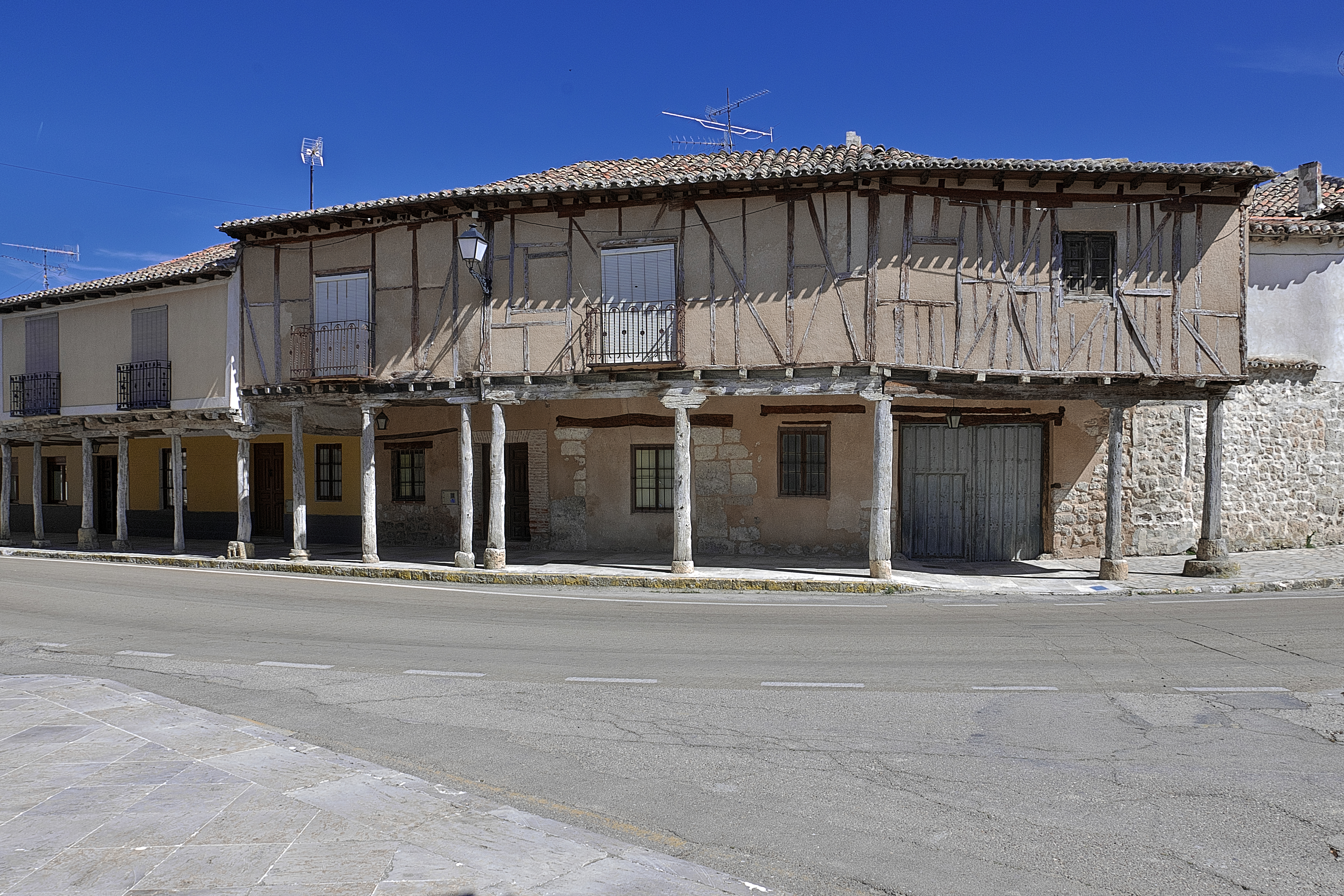
Casas en Ampudia
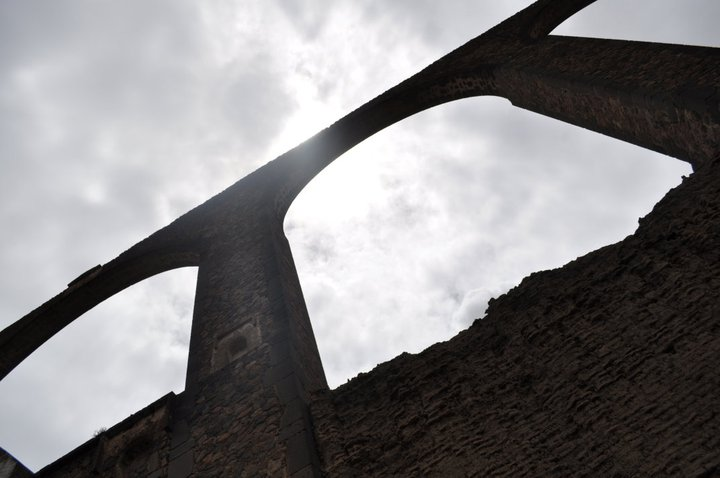
Adobe para barreras por inundaciones, Acueducto del Padre Tembleque, estados de México e Hidalgo